# 3312 Pedersen
A 3312 Pedersen (ideiglenes jelöléssel 1984 SN) a Naprendszer kisbolygóövében található aszteroida. Copenhagen Observatory fedezte fel 1984. szeptember 24-én.